# Hoplopygothrix boliviensis
Hoplopygothrix boliviensis är en skalbaggsart som beskrevs av Brett C.Ratcliffe 2011. Hoplopygothrix boliviensis ingår i släktet Hoplopygothrix och familjen Cetoniidae. Inga underarter finns listade i Catalogue of Life.